# 愛奧尼亞 (堪薩斯州)
愛奧尼亞（英語：Ionia）為位在美國堪薩斯州朱厄爾縣的非建制地區。

## 歷史
愛奧尼亞於1869年開始有人定居，其後在1870年設立此區。
1871年於愛奧尼亞設立了郵局，之後一直營運直到1982年結束。

## 外部連結
- Jewell County Map （页面存档备份，存于）, KDOT